# Số hóa truyền hình tại Nhật Bản
Số hoá truyền hình tại Nhật Bản (アナログ放送終了 Anarogu hōsō shūryō) là quá trình chuyển đổi từ truyền hình tương tự sang truyền hình kỹ thuật số. Bắt đầu từ ngày 24 tháng 7 năm 2011, việc phát sóng truyền hình tương tự mặt đất đã kết thúc ở 44 tỉnh thành của Nhật Bản, ngoại trừ ba tỉnh bị ảnh hưởng bởi đại thảm hoạ Tohoku bao gồm: Iwate, Miyagi và Fukushima. Hiện tại, NHK và các đài truyền hình khác đã ngừng phát sóng truyền hình tương tự. Nhật Bản là quốc gia đầu tiên ở Đông Á đã ngừng phát sóng truyền hình tương tự.